# La Ribera, Mexiko
La Ribera är en ort i Mexiko.   Den ligger i kommunen Tampico Alto och delstaten Veracruz, i den östra delen av landet, 300 km norr om huvudstaden Mexico City. La Ribera ligger 13 meter över havet och antalet invånare är 817.
Terrängen runt La Ribera är platt. Havet är nära La Ribera österut.  Närmaste större samhälle är Tampico, 18,8 km nordväst om La Ribera. Omgivningarna runt La Ribera är en mosaik av jordbruksmark och naturlig växtlighet.